# Thunderpants
Thunderpants é um filme de 2002 da Alemanha e do  Reino Unido, dirigido por Peter Hewitt.

## Sinopse
Patrick é um garoto legal e alegre mas tem um problema: solta gases o tempo todo, isto é devido a uma constante e forte crise de flatulência. Então para o ajudar, o seu colega Alan A. Allen, um rapaz génio, faz uma roupa especial antigases. A NASA interessa-se por Patrick e chama-o para mandar um foguete aos ares só pelos seus gases.

## Informações

### Elenco
- Simon Callow...Sir John Osgood
- Stephen Fry...Sir Anthony Silk
- Celia Imrie...Miss Rapier
- Paul Giamatti...Johnson J. Johnson
- Ned Beatty...Gen. Ed Sheppard
- Bruce Cook...Patrick Smash
- Rupert Grint...Alan A. Allen
- Bronagh Gallagher...Mrs. Smash
- Victor McGuire...Mr. Smash
- Adam Godley...Placido P. Placeedo
- Leslie Phillips...Judge
- Robert Hardy...Doutor
- John Higgins...Pediatra

## Personagens

### Patrick
É um rapaz que é abandonado por sua família porque ele está sempre a soltar gases (flatulência). Ele conhece Alan A. Allen, um gênio que o ajuda a resolver esse problema.Ele também tem problemas com um garoto bem mais velho que ele que vive o atormentando.Ele vai até a NASA para soltar um único pum para um foguete ir para a Lua

### Alan
É um mini-gênio que ajuda Patrick a resolver seu problema. Também tem um pequeno probleminha: Não sente cheiro algum. Também é um meio irmão de Patrick porque seus pais (também gênios) o acolhem para não passar fome. Constrói uma roupa para ajudar seu amigo. Ele participa com o amigo no projeto da NASA